# Eugenia chinajensis
Eugenia chinajensis är en myrtenväxtart som beskrevs av Paul Carpenter Standley och Julian Alfred Steyermark. Eugenia chinajensis ingår i släktet Eugenia och familjen myrtenväxter. Inga underarter finns listade i Catalogue of Life.